# Situ Daun
Situ Daun is een bestuurslaag in het regentschap Bogor van de provincie West-Java, Indonesië. Situ Daun telt 8697 inwoners (volkstelling 2010).